# Újszász
Újszász é uma cidade da Hungria, situada no condado de Jász-Nagykun-Szolnok. Tem 58,2 km² de área e sua população em 2019 foi estimada em 6.043 habitantes.